# Pierre Carteus
Pierre Carteus (ur. 24 września 1943 w Ronse, zm. 4 lutego 2003 w Ronse) – belgijski piłkarz występujący podczas kariery na pozycji pomocnika.

## Kariera klubowa
Piłkarską karierę Pierre Carteus rozpoczął w KSK Ronse w 1959. W latach 1964–1965 występował w KSV Roeselare, skąd przeszedł do Club Brugge. Z Brugią zdobył mistrzostwo Belgii w 1973 oraz dwukrotnie Puchar Belgii w 1968 i 1970. W barwach Brugge wystąpił w 262 meczach, w których strzelił 88 bramek. W latach 1974–1977 był zawodnikiem AS Oostende. Ostatni rok kariery spędził w KSK Ronse.

## Kariera reprezentacyjna
W reprezentacji Belgii Pierre Carteus występował w 1970. Uczestniczył w mistrzostwach świata 1970. Na Mundialu w Meksyku był rezerwowym i nie wystąpił w żadnym meczu. Ogółem w reprezentacji Belgii rozegrał 2 spotkania.